# Tem học

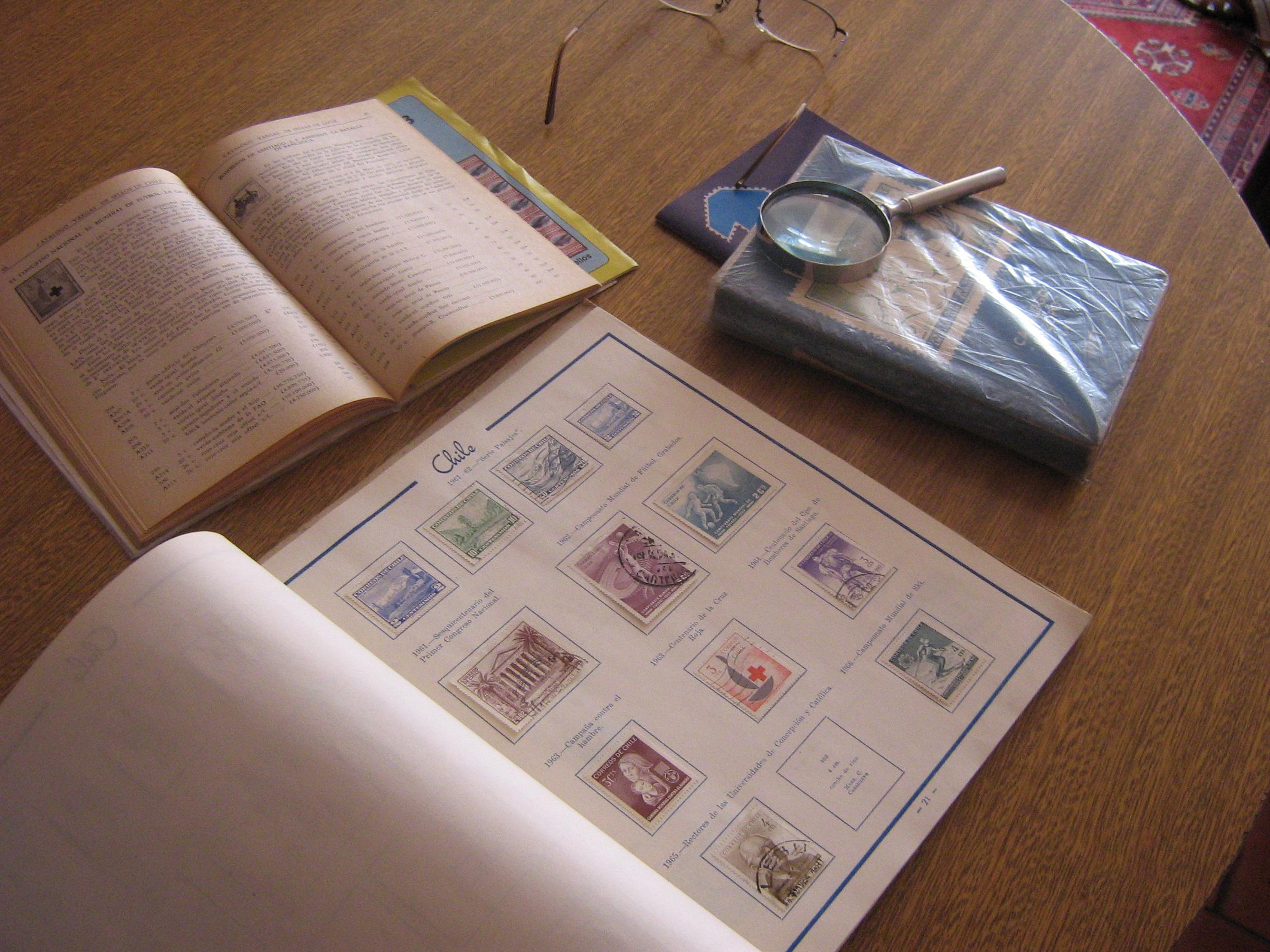

Tem học hoặc Bưu chính học là ngành nghiên cứu trong lĩnh vực tem thư và tem lệ phí về hình thức, sản xuất và việc sử dụng tem sau khi được phát hành. Một số người nhầm tem học với sưu tầm tem, nhưng tem học có ý nghĩa rộng hơn. Ví dụ nhà tem học (nhà bưu chính học) có thể nghiên cứu những chiếc tem rất hiếm nhưng không nhất thiết họ phải sở hữu chúng, bởi lẽ những con tem hiếm với số lượng rất nhỏ thường được lưu trữ trong các viện bảo tàng hoặc chúng nằm trong các sưu tập tem tư nhân. Ngược lại, một người sưu tầm tem không nhất thiết phải quan tâm về nguồn gốc tem hay việc chiếc tem đó đã được sử dụng như thế nào.
Từ tem học (tiếng Pháp: philatélie) được Georges Herpin sử dụng lần đầu tiên trên tạp chí Le Collectioneur de timbres-poste vào 15 tháng 11 năm 1864. Từ philatélie được tạo nên từ các từ tiếng Hy Lạp philos (người bạn) và ateleia (trả lệ phí). Một số tên khác đã được đề nghị như timbrofilie, timbrologie nhưng không được sử dụng.